# 9297 Marchuk
9297 Marchuk è un asteroide della fascia principale. Scoperto nel 1984, presenta un'orbita caratterizzata da un semiasse maggiore pari a 2,6844818 UA e da un'eccentricità di 0,1525803, inclinata di 12,73595° rispetto all'eclittica.